# Eddie Slovik
Edward Donald Slovik (ur. 18 lutego 1920, zm. 31 stycznia 1945) – szeregowy US Army podczas II wojny światowej. Pierwszy i jedyny amerykański żołnierz rozstrzelany za dezercję od czasów wojny secesyjnej. Jakkolwiek ponad 21 tysięcy żołnierzy otrzymało wyroki za tchórzostwo w obliczu nieprzyjaciela, w tym 49 wyroków śmierci, Slovik był jedynym, na którym wyrok ten wykonano.

## Młode lata
Slovik urodził się w rodzinie polskiego pochodzenia w Detroit, w stanie Michigan. Jako nastolatek często wchodził w konflikt z prawem. Pierwszy raz został aresztowany w wieku lat 12, gdy włamał się z kolegami do odlewni metali kolorowych z zamiarem ukradzenia pewnej ilości brązu. W latach 1932–1937 był kilkakrotnie zatrzymywany za drobne kradzieże z włamaniem oraz za zakłócanie spokoju. W październiku roku 1937 został uwięziony, a w rok później zwolniony warunkowo z dalszego odbywania kary, jednak po kradzieży i rozbiciu po pijanemu samochodu, ponownie trafił do więzienia w styczniu 1939 roku.
W kwietniu 1942 roku Slovik został ponownie warunkowo zwolniony i otrzymał pracę w firmie hydraulicznej Montella Plumbing & Heating w Dearborn. Tam poznał Antoinettę Wisniewski, pracownicę księgowości w biurze właściciela zakładu, Jamesa Montelli. Pobrali się 7 listopada 1942 roku i zamieszkali u jej rodziców. Kryminalna przeszłość Slovika wykluczała go z możności odbycia służby wojskowej (kategoria 4-F), ale krótko po pierwszej rocznicy ślubu Slovik został uznany za zdolnego do pełnienia służby i otrzymał kategorię 1-A, a w konsekwencji został powołany do armii.
Slovik przybył 24 stycznia 1944 roku do Fortu Wolters w Teksasie, by odbyć podstawowe przeszkolenie, a w sierpniu tegoż roku został skierowany do oddziałów walczących we Francji, gdzie dotarł 20 sierpnia jako jeden z dwunastu żołnierzy stanowiących uzupełnienie kompanii G, 109. pułku, 28 Dywizji Piechoty.

## Dezercja
W drodze do miejsca przeznaczenia Slovik i jego kolega, szeregowiec John Tankey, dostali się pod ostrzał artyleryjski nieprzyjaciela. Przeczekali go w ukryciu, ale stracili kontakt z resztą oddziału. Następnego dnia rano napotkali pododdział kanadyjskiej żandarmerii (Canadian Forces Military Police) i następne sześć tygodni spędzili wraz z nim. Tankey napisał do dowództwa rodzimego pułku list wyjaśniający nieobecność, po czym wraz ze Slovikiem zameldował się 7 października 1944 roku w kompanii G. Nie pociągnięto ich za to do odpowiedzialności.
Następnego dnia, 8 października, Slovik zameldował się u dowódcy kompanii, kapitana Ralpha Grottego, i oznajmił, że jest „zbyt przerażony” by móc służyć w kompanii strzeleckiej oraz prosił o przeniesienie do służb tyłowych. Powiedział Grottemu, że ucieknie, jeśli zostanie posłany na pierwszą linię i zapytał, czy będzie to potraktowane jak dezercja. Grotte potwierdził, że tak się stanie. Odmówił prośbie Slovika o przeniesienie i odesłał do plutonu.
9 października Slovik zjawił się w placówce amerykańskiej żandarmerii wojskowej (Military Police), gdzie zostawił notatkę, w której zawiadamiał, że zamierza uciec, jeśli zostanie posłany do służby liniowej. Został, wobec powyższego, postawiony przed obliczem podpułkownika Rossa Henbesta, który dał mu możliwość podarcia notatki i uniknięcia w ten sposób kary. Slovik odmówił i napisał kolejną notatkę, w której oznajmił, że wie co robi i że zdaje sobie sprawę z konsekwencji.
Slovik został wobec powyższego zatrzymany i zamknięty w dywizyjnym areszcie. Naczelny prawnik dywizji, ppłk Henry Summer, ponownie przedstawił mu ofertę wycofania oskarżenia o dezercję w zamian za powrót do kompanii. Zaproponował mu również przeniesienie do innego oddziału. Slovik odrzucił te oferty mówiąc: „Podjąłem decyzję. Chcę stanąć przed sądem polowym”.

## Sąd i rozstrzelanie
28 Dywizja była przeznaczona do ataku w lesie Hürtgen. Żołnierze wiedzieli o tym. Wiedzieli również, że mogą spodziewać się wysokich strat. Niemcy walczyli z ogromną determinacją, a nieprzyjazny teren i pogoda zmniejszały amerykańską przewagę w broni pancernej i lotnictwie niemal do zera. Niewielka grupa (mniej niż 0,5%) żołnierzy mówiła otwarcie, że wolałaby dostać się do niewoli niż walczyć. Odsetek dezerterów i popełniających inne występki dla uniknięcia walki zaczął rosnąć w gwałtownym tempie. Dowództwu potrzebny był odstraszający przykład.
Slovik został oskarżony o dezercję w obliczu nieprzyjaciela i postawiony przed sądem polowym 11 listopada 1944 roku. Oskarżyciel, kpt. John Green, przedstawił sądowi świadków, którym Slovik wyjawił, że „ma zamiar uciec”. Obrońca z urzędu, kpt. Edward Woods, ogłosił, że Slovik nie ma zamiaru zeznawać. Składający się z dziewięciu oficerów sztabowych 28 Dywizji sąd uznał Slovika winnym i skazał go na śmierć. Jeden z sędziów, płk Benedict B. Kimmelman, tak opisał później ów proces:
Przesłuchano pięciu świadków, którym zadano wiele pytań. Obrońca nie wygłosił mowy końcowej. Sąd ogłosił dziesięciominutową przerwę, by następnie udać się na naradę. Przy drzwiach zamkniętych odbyły się trzy głosowania; w ich wyniku uznano oskarżonego winnym wszystkich postawionych mu zarzutów. Po powrocie na salę sądową przewodniczący ogłosił wyrok: oskarżony będzie usunięty z wojska z pozbawieniem honorów, on i jego rodzina utracą prawo do żołdu i zapomóg, a on sam zostanie rozstrzelany. Rozprawa rozpoczęła się o godz. 10.00, zakończyła o 11.40.
Wyrok został zatwierdzony przez dowódcę dywizji, generała-majora Normana Cotę.
9 grudnia Slovik napisał list do głównego dowódcy sił sprzymierzonych, gen. Eisenhowera, z prośbą o ułaskawienie. Na jego nieszczęście dezercja stała się problemem w US Army, wobec czego Eisenhower zatwierdził wyrok 23 grudnia. Egzekucja przed plutonem egzekucyjnym nastąpiła o godzinie 10.04 31 stycznia 1945 roku w pobliżu wioski Sainte-Marie-aux-Mines. 
Slovik został pochowany w kwaterze „E” amerykańskiego cmentarza wojennego w Fère-en-Tardenois, wraz z innymi 96 amerykańskimi żołnierzami rozstrzelanymi za zbrodnie takie jak morderstwo lub gwałt. Ich czarne nagrobki oznaczono numerami w miejsce nazwisk, więc bez uzyskania dokładnych informacji niemożliwe było rozpoznanie. W roku 1987, 42 lata po egzekucji, szczątki Slovika spoczęły na Cmentarzu Woodmere w Detroit, obok żony Antoinette Slovik, która zmarła w roku 1979. Mimo że żona Slovika i inni apelowali do siedmiu kolejnych prezydentów o łaskę, Slovik nigdy nie został oczyszczony z zarzutów.

## Slovik w kulturze
W roku 1960 Frank Sinatra ogłosił zamiar nakręcenia filmu zatytułowanego The Execution of Private Slovik, według scenariusza napisanego przez znajdującego się na czarnej liście Hollywood Alberta Maltza. Zgłoszenie spotkało się z głośnym sprzeciwem, a Sinatra został oskarżony o sympatyzowanie z komunizmem. Sinatra brał w tym czasie udział w kampanii prezydenckiej Kennedy’ego, został więc poproszony o rezygnację ze swych planów.
Egzekucja Slovika stała się w roku 1954 kanwą książki Williama Bradforda Huie’go. W roku 1974 książka ta stała się kanwą dla filmu telewizyjnego (Slovika zagrał Martin Sheen). Rozkaz Eisenhowera odnośnie do egzekucji Slovika znalazł miejsce w filmie z roku 1963: The Victors.
Kurt Vonnegut wspominał o egzekucji Slovika w swojej powieści Rzeźnia numer pięć. Vonnegut napisał też libretto do opery Igora Strawinskiego Histoire du soldat, która opowiada dzieje Slovika. Slovik pojawia się również w opowiadaniu Nicka Arvina w roku 2005 Articles of War, w którym jego fikcyjny oponent, szeregowiec George (Heck) Tilson, jest jednym z członków plutonu egzekucyjnego.